# Лас Вегас (Хондурас)
Вижте пояснителната страница за други значения на Лас Вегас.
Лас Вегас (на испански: Las Vegas) е град в департамент Санта Барбара, Хондурас. Населението на града през 2010 година е 8852 души.